# Eryngium brasiliense
Eryngium brasiliense är en flockblommig växtart som beskrevs av Lincoln Constance. Eryngium brasiliense ingår i släktet martornar, och familjen flockblommiga växter. Inga underarter finns listade i Catalogue of Life.